# Scanzorosciate
Scanzorosciate est une commune italienne de la province de Bergame, dans la région Lombardie.

## Administration
| Période                                  | Période | Identité | Étiquette | Qualité |
| ---------------------------------------- | ------- | -------- | --------- | ------- |
|                                          |         |          |           |         |
| Les données manquantes sont à compléter. |         |          |           |         |

### Hameaux
Scanzo, Rosciate, Negrone, Tribulina

### Communes limitrophes
Cenate Sopra, Cenate Sotto, Gorle, Nembro, Pedrengo, Pradalunga, Ranica, San Paolo d'Argon, Torre de' Roveri, Villa di Serio

## Personnalités liées à Bergame
nées au XIIIe siècle
- Alberico da Rosciate (1290-1360) juriste